# Playa de O Picón
La playa de O Picón está situada en el municipio de Ortigueira (parroquia de Loiba (San Xulián)), en la costa de la provincia de La Coruña (Galicia, España).

## Descripción
Esta playa se encuentra al pie de los acantilados de Loiba, en un entorno rural y aislado.
Pertenece al Lugar de Importancia Comunitaria Estaca de Bares. Su superficie sufre mucha variación y en pleamar queda prácticamente cubierta por el agua. Es ventosa, con fuerte oleaje e importante resaca.
En lo alto del acantilado hay un aparcamiento y una pequeña zona recreativa. La visita a O Picón y al cercano embarcadero de Furnas forma parte de la Ruta das Algas. También está próximo el banco más bonito del mundo.

## Accesos
Se accede desde la carretera CP-6104, desviándose en la población de O Picón. Una vez allí, se desciende por unas escaleras adosadas a la pared del acantilado.